# Dialogue interreligieux de l'Église adventiste du septième jour

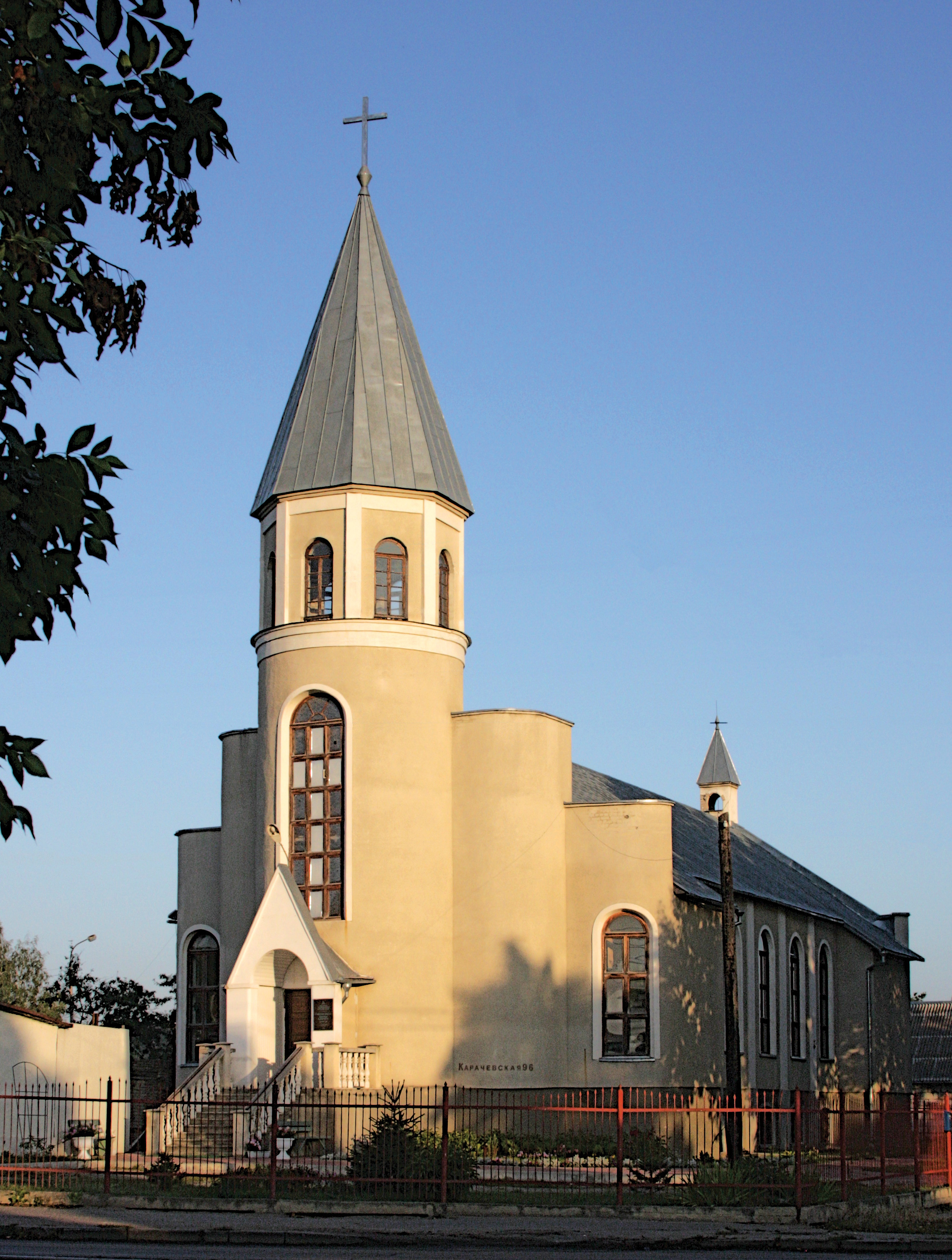
Église adventiste (Orel, Russie)

Cet article décrit le dialogue interreligieux de l'Église adventiste du septième jour avec les  autres dénominations chrétiennes et les grandes religions. L’Église adventiste est engagée dans des conversations interconfessionnelles mais elle n’est pas membre du Conseil œcuménique des Églises. Aux niveaux nationaux, les adventistes dialoguent avec les autres religions, mais c’est le processus global qui est essentiellement décrit ici.    

## Principes

### Dialogue
Le dialogue avec les autres religions fait partie du processus de relations de l'Église adventiste du septième jour. John Graz explique : « Nous voulons mieux connaître les autres religions, et nous souhaitons qu'elles nous connaissent mieux. [...] Engager le dialogue ne signifie pas que nous poursuivons un agenda œcuménique. C'est dire que nous voulons atteindre les gens au-delà de la communauté chrétienne et converser avec les autres religions. Nous voulons avoir de bonnes relations ».

Ichthus (le poisson), le symbole du christianisme primitif

En juin 2000, à la session de la Conférence générale de l'Église adventiste à Toronto au Canada, les adventistes votèrent une déclaration officielle sur « la liberté religieuse, l'évangélisation et le prosélytisme » (postée intégralement, comme toutes les déclarations de l’Église adventiste, sur son site officiel). Elle indique que tous les êtres humains doivent être traités avec respect et dignité :
« Les individus doivent être véridiques et transparents dans leurs contacts avec les autres groupes religieux. Les termes utilisés doivent éviter d'offenser les autres communautés religieuses. On ne doit pas prononcer des déclarations qui sont fausses ou qui ridiculisent les autres religions. »
William Johnsson, un expert adventiste du dialogue interconfessionnel, indique que les adventistes visent trois objectifs dans leurs conversations avec les autres religions :
1. Coopérer en faveur des communautés : secours humanitaire, action médicale, lutte contre l'illettrisme, etc.
2. Écouter et chercher à comprendre : " Nous voulons que les dirigeants des autres religions sachent qui sont les adventistes et quelles sont nos valeurs. Nous voulons les comprendre, éliminer les faux stéréotypes et la désinformation. "
3. Développer une amitié sincère avec les autres religions. Ce dialogue ne signifie pas le compromis ou le syncrétisme mais la recherche du respect mutuel, de la cordialité et de la coopération dans des causes nobles[3].

### Liberté religieuse
" Les adventistes du septième jour croient que la liberté religieuse est un droit de l'homme élémentaire ". 
Depuis plus d'un siècle, l'Église adventiste défend activement la liberté de conscience pour tous, quelle que soit leur religion ou leur conviction, dans le respect de l'ordre public et de la dignité de la personne. Elle fonda en 1893 l'Association internationale de la liberté religieuse, une organisation non politique ouverte aux personnes de toutes religions et convictions. En 1946, Dr Jean Nussbaum fonda une organisation similaire, l'Association internationale pour la défense de la liberté religieuse, afin de défendre les mêmes principes et de protéger les confessions religieuses d'une législation qui pourrait menacer leur pratique religieuse.

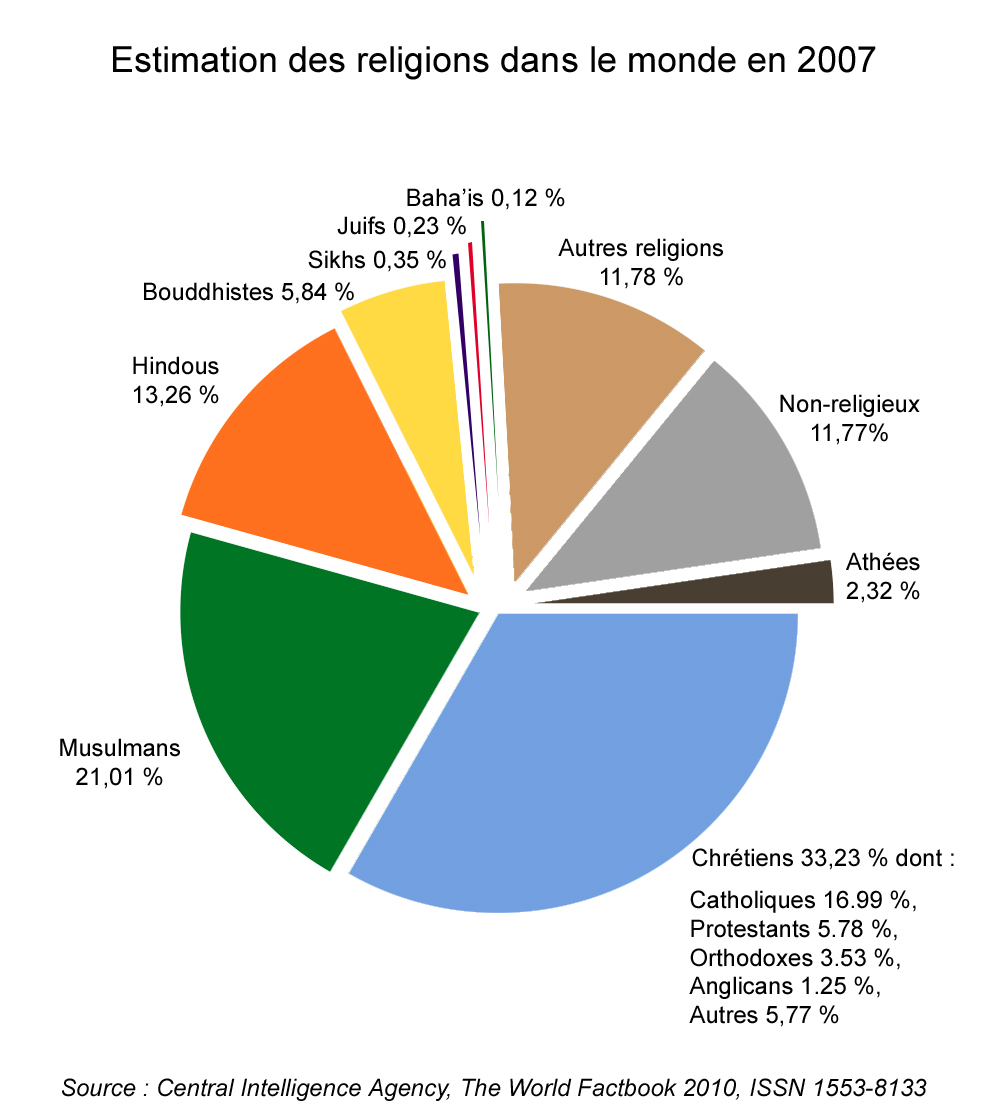
Estimation des religions dans le monde

En mars 2002, le Conseil des relations interconfessionnelles de l’Église adventiste du septième jour adopta une déclaration officielle sur « la relation de l'Église et de l'État ». Elle réaffirme le principe de la liberté de conscience, :
« Dieu est amour. Son gouvernement de cet univers est fondé sur l'obéissance volontaire de sa création, évoquée par sa magnifique bienveillance. Seule une foi qui vient du cœur de l'homme, et seules des actions suscitées par amour, sont acceptables à Dieu. L'amour, cependant, ne peut être soumis à une législation civile. [...] Par conséquent, les efforts pour légiférer la foi sont en opposition aux principes de la vraie religion et de la volonté de Dieu. »
« [...] La liberté de conscience doit être garantie pour tous. Elle inclut la liberté de croire et de pratiquer pleinement la religion de son choix, la liberté de ne pas croire ou de ne pas pratiquer une religion, la liberté de changer de religion, et la liberté d'établir et d'opérer des institutions religieuses en harmonie avec ses croyances religieuses. »
En juin 2010, le comité exécutif de la Conférence générale de l’Église adventiste du septième jour vota une déclaration officielle sur « la liberté d'expression et la diffamation de la religion » et la présenta lors de sa session générale à Atlanta aux États-Unis  : 
« L’Église adventiste du septième jour soutient fortement la liberté d'expression en général, et la liberté d'expression religieuse en particulier. [...] Les adventistes du septième jour soutiennent toute communication empreinte de tact et de respect. Aussi, nous sommes préoccupés par les discours visant à offenser les sensibilités religieuses. Cependant, nous croyons que céder le droit à l'État de contrôler le discours religieux est une plus grande menace pour la liberté religieuse que le discours offensant. En effet, il existe de nombreux exemples aujourd'hui d'États qui citent le désir de protéger les sensibilités religieuses pour justifier le silence par la force du discours religieux pacifique. »
Ainsi donc, l’Église adventiste harmonise deux principes fondamentaux des droits de l'homme (au lieu de les opposer) : la liberté d'expression et le respect envers les religions.     

### Associations de théologie
L’Église adventiste du septième jour possède deux associations de théologie. Celles-ci participent à des échanges de points de vue avec d'autres associations chrétiennes de théologie :
- Adventist Society for Religious Studies -- la société adventiste des recherches religieuses -- présente des exposés et assiste aux échanges théologiques de Society of Biblical Literature (la société de la littérature biblique) et d'American Academy of Religion (l'académie américaine de religion).
- Adventist Theological Society -- la société de théologie adventiste -- présente un forum en conjonction avec l'Evangelical Theological Society (la société de théologie évangélique).

À travers le monde, les théologiens et les pasteurs adventistes sont engagés dans des conversations avec des théologiens d'autres communautés chrétiennes et des grandes religions du monde.

### Centres d'étude des religions

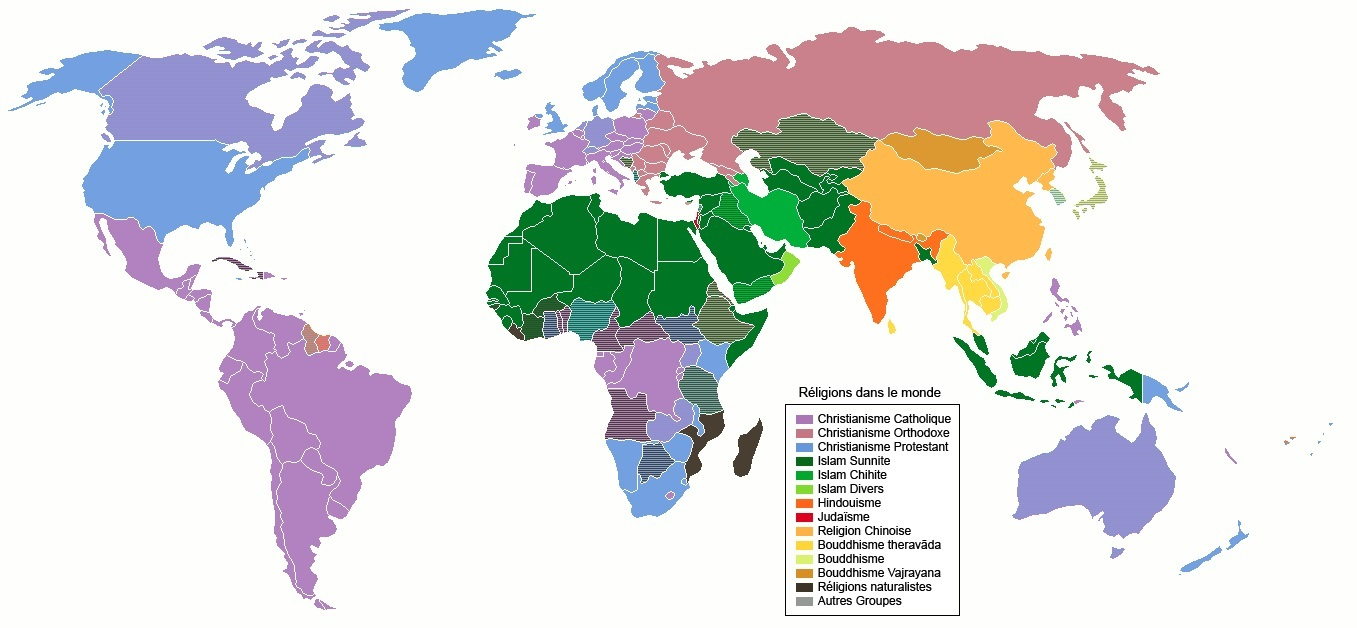
Carte des religions

L’Église adventiste du septième jour possède cinq centres d'étude des grandes religions et idéologies du monde. Son objectif est d'aider les adventistes à éliminer les idées préconçues, et à mieux comprendre la vision du monde, les croyances et les cultures des religions non chrétiennes dans le but d'établir des ponts d'amitié avec ceux qui adhèrent aux grandes idéologies et religions du monde.  
- Centre d'étude du sécularisme et du postmodernisme - St Albans, Royaume-Uni.
- Centre mondial de l'amitié adventiste-juive - Jérusalem, Israël.
- Centre d'étude du bouddhisme - Ayutthaya, Thaïlande.
- Centre d'étude de l'hindouisme - Hosur, Tamil Nadu, Inde.
- Centre global des relations adventistes et musulmanes - Université Andrews, Berrien Springs, Michigan, États-Unis.

## Position sur l'œcuménisme
N'étant pas une isolationniste religieuse, Ellen White encouragea les pasteurs adventistes à dialoguer avec les autres confessions chrétiennes. « Nos pasteurs doivent se rapprocher des ministres du culte des autres dénominations. Priez pour eux et avec eux, dit-elle, car,... ils ont une responsabilité solennelle ». Elle fit l’éloge des chrétiens qui « marchent dans toute la lumière qu'ils ont reçue [et] cherchent à faire du bien à leur prochain » . Elle loua d'autre part la sincérité des personnes qui n'ont jamais entendu parler du salut en Jésus-Christ, mais " qui adorent Dieu par ignorance " en écoutant la voix de leur conscience (référence à Romains 2:14-16). « Ils ne périront pas [c'est-à-dire qu'ils feront partie des sauvés].... Ils ont fait ce que la loi [morale] réclamait. Leurs œuvres prouvent que le Saint-Esprit a touché leurs cœurs. Ils sont reconnus comme des enfants de Dieu ».    
En 1926, l'Église adventiste du septième jour vota dans une déclaration officielle que  « la courtoisie chrétienne, l'amitié et la magnanimité » devaient prévaloir dans ses relations avec les autres Églises chrétiennes. Elle affirma : « Nous reconnaissons les organisations qui élèvent Christ devant les hommes comme faisant partie du plan divin pour l’évangélisation du monde, et nous tenons en haute estime les hommes et les femmes chrétiens d’autres confessions qui sont engagés à gagner des âmes au Christ »,.
William Johnsson déclare : « Nous entrons dans des conversations théologiques avec d’autres Églises, cherchant à comprendre et à être compris. Là où c’est possible, nous faisons cause commune dans des efforts tels que la liberté religieuse et l’aide envers les nécessiteux, tout comme Ellen White s’est jointe à d’autres corps chrétiens dans la lutte contre le commerce de l’alcool ».

### Relation avec le Conseil œcuménique des Églises
L’Église adventiste du septième jour déplore la division des chrétiens. Raoul Dederen indique : « Les adventistes du septième jour sont pleinement en accord avec l’avis des leaders du mouvement œcuménique que les divisions constantes du christianisme sont une tragédie. Bien qu’ils ne croient pas que le problème de l’unité est le défi central du christianisme, ils admettent que par leurs divisions, les chrétiens freinent les progrès du royaume de Dieu ».
Cependant, l'Église adventiste ne s'est pas jointe au Conseil œcuménique des Églises quand il se forma à Amsterdam en 1948. Elle reconnaît des aspects louables à l'œcuménisme (le dialogue, l'élimination de préjugés infondés, les relations plus chaleureuses entre les confessions, la coopération) mais elle est en désaccord sur son approche pour parvenir à l'unité chrétienne. Elle estime que le Conseil œcuménique tend à sous-estimer certains points essentiels : 
1. Il sous-estime l'importance de l'unité doctrinale sur la seule base de la Bible, l'infaillible révélation de la volonté de Dieu.
2. Il sous-estime l'importance de l'évangélisation -- la Bonne Nouvelle du salut -- en raison de son emphase sur shalom, une sorte de paix sociale.
3. Il sous-estime l'importance de la conversion et du réveil spirituel en raison de son engagement social et politique[10].

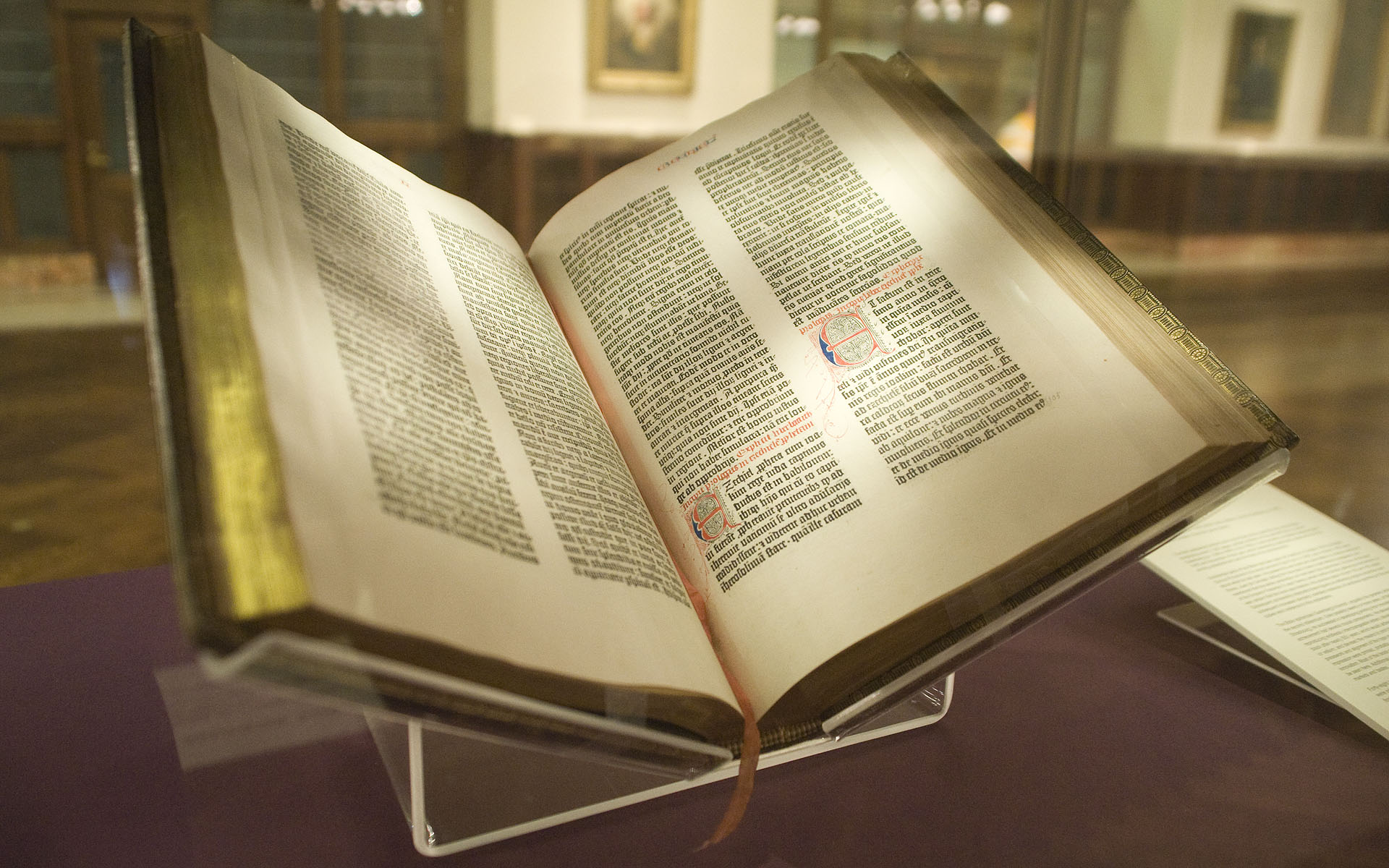
La Bible de Gutenberg
Selon les adventistes, l'unité chrétienne doit se réaliser sur l'autorité de la Parole de Dieu

Les adventistes pensent que les intentions du Conseil œcuménique sont sincères mais que " la tâche centrale d'évangéliser a été obscurcie ou déformée par des préoccupations sociales et politiques ". Bien qu’ils sont activement impliqués dans la prévention sanitaire, la médecine, l’éducation et l’aide humanitaire au service des populations, ils considèrent que leur mission première est spirituelle (développer une relation avec Dieu, qui de leur point de vue, est la solution ultime à tous les problèmes), et non d'être l'avocat des directives humaines et politiques.  
Bert Beach indique : " L'Église adventiste du septième jour ne veut pas s'empêtrer en étant membre [du Conseil œcuménique] et refuse toute relation compromettante qui tendrait à diluer son témoignage distinct. Cependant les adventistes désirent être des "coopérants consciencieux". Comme agent de coopération, le mouvement œcuménique a des aspects acceptables; mais comme agent d'unité organique, c'est beaucoup plus suspect ". Beach observe que l'œcuménisme est en fait actuellement en perte de vitesse. 
De ce fait, l'Église adventiste n'est pas membre du Conseil œcuménique des Églises mais elle possède un statut d'observateur-consultant, notamment sur l'évangélisation et la liberté religieuse. Ceci lui permet de rester informée et d'être en contact avec les leaders et les penseurs chrétiens. Les adventistes font connaître leurs points de vue mais ne prennent pas part aux décisions et aux orientations du Conseil œcuménique. 
En 1980, l'Église adventiste établit le Conseil des relations interconfessionnelles afin de superviser et d'orienter les relations de l'Église avec les autres religions. En 2007, il fut renommé le Conseil des relations interconfessionnelles et des affaires religieuses. Ceci reflète la recherche d'un dialogue plus poussé avec les autres religions et de davantage de partenariats au service de l'humanité,.

### Relation avec Communions du monde chrétien
L'attitude adventiste, qui refuse à la fois l'isolationnisme et le compromis, est manifeste dans ses rapports avec Christian World Communions (Communions du monde chrétien). L'Église adventiste du septième jour n'est pas membre du Conseil œcuménique des Églises mais est un membre de " Communions du monde chrétien ". 
" La différence, explique John Graz, est que Christian World Communions n'est pas une organisation mais une rencontre de dirigeants chrétiens, composée d'un secrétaire général pour le congrès, d'autres officiants et de représentants des autres Églises. L'objectif n'est pas de bâtir l'unité visible de la famille chrétienne, mais de partager des informations, des préoccupations, des rapports, et de mieux faire connaissance. Aucune Église n'est encouragée à changer ses croyances ou à créer une nouvelle communauté chrétienne. Les questions doctrinales ne sont pas sur l'agenda. Les membres représentent leurs Églises et leurs croyances. [...] L'agenda adventiste n'est pas l'œcuménisme mais d'établir de bonnes relations "
" Communions du monde chrétien " est un forum annuel, fondé en 1957. Ses participants représentent environ deux milliards de chrétiens, soit plus d'Églises chrétiennes que dans n'importe quelle organisation religieuse, y compris le Conseil œcuménique des Églises (dont 75 % n'en font pas partie). Toutes les branches du christianisme y participent (les catholiques, les orthodoxes et les protestants), ce qui n'est pas pleinement le cas au sein du Conseil œcuménique des Églises,.

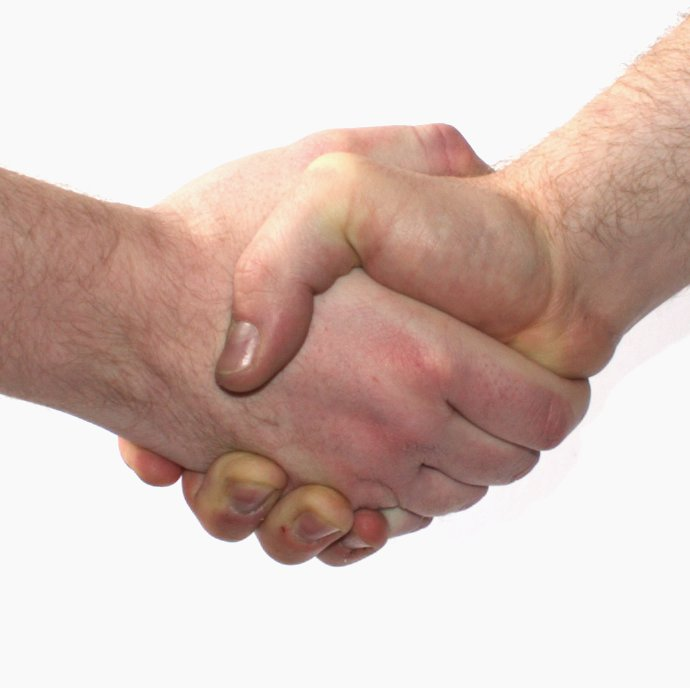
Les utilisateurs Dapete et Ezrimerchant se serrent la main à l'atelier wikipedia a Cologne, en 2006

Pendant trente-deux ans, l'américain Bert Beach, le champion adventiste du dialogue interreligieux, fut le secrétaire général de Christian World Communions. Depuis son départ de ce poste en 2002, le franco-suisse John Graz, un autre expert adventiste du dialogue interreligieux, est le secrétaire général de " Communions du monde chrétien ",.

## Dialogue avec les Églises chrétiennes
Le dialogue entre l’adventisme et les autres Églises chrétiennes démarra sur une base paradoxale. D’un côté, le mouvement millérite était interconfessionnel (donc œcuménique) puisqu’il regroupait des personnes de nombreuses dénominations chrétiennes, unies dans leur croyance au retour de Jésus. Mais d’un autre côté, les millérites se heurtèrent au rejet de leurs congrégations d’origine. Leurs relations avec leurs propres assemblées connurent donc des tensions.  
Les adventistes du septième jour firent une expérience presque similaire en étant singularisés pour quelques doctrines distinctives comme le sabbat. Néanmoins, des rapports amicaux se développèrent avec certains chrétiens. James et Ellen White avaient d’excellentes relations avec Joshua Himes, l’un des leaders du mouvement millérite. La Review and Herald (aujourd’hui Adventist Review) publia un article étonnant sur la cordialité entre les adventistes et les baptistes du septième jour. Les adventistes collaborèrent avec diverses églises protestantes dans des causes comme la lutte contre l’alcoolisme et la défense de la liberté religieuse. Durant plusieurs décennies, Ellen White encouragea les adventistes à collaborer avec la Woman's Christian Temperance Union, alors qu'ils ne partageaient pas tous ses points de vue, notamment sur la liberté religieuse,.

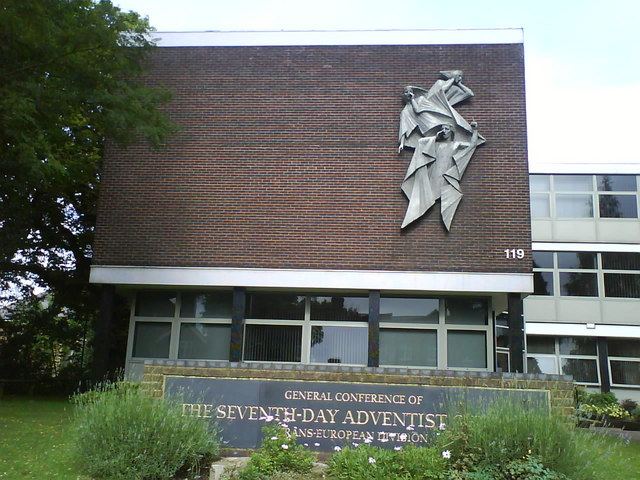
Trois anges annonçant la Bonne Nouvelle du salut (Apocalypse 14), représentés sur la façade de bureaux adventistes

Avec l'institutionnalisation globale de l'Église adventiste durant les premières décennies du XXe siècle, la relation avec les autres Églises chrétiennes évolua. Elles étaient prêtes à dialoguer. Un esprit d'ouverture et la recherche d'une compréhension réciproque se développèrent au sein du christianisme avec le mouvement œcuménique. Durant les années 1950, les évangéliques furent les premiers à engager le dialogue avec les adventistes. Après ses conversations avec les dirigeants adventistes (notamment avec LeRoy Froom, le rédacteur en chef de la revue Ministry), Walter Martin, l'un des plus grands experts protestants sur l'étude des religions, fut frappé par la méconnaissance des chrétiens sur l'adventisme. Il observa : 
« Afin de trouver quelque chose à dire sur l'adventisme, beaucoup se sont contentés d'affirmer n'importe quoi. Cependant, quoi qu'on puisse dire concernant l'adventisme du septième jour, lorsqu'on s'appuie sur sa littérature officielle et ses positions historiques, on ne peut nier qu'il ait toujours en majorité adhéré aux doctrines cardinales et fondamentales de la foi chrétienne indispensables au salut et à la croissance en grâce qui caractérisent tous les vrais croyants chrétiens. »
À la suite de leurs entretiens avec Walter Martin, les théologiens adventistes soulignèrent pour leur part qu'il existe de nombreux points communs entre l'évangélisme et l'adventisme du septième jour. Ils dénombrèrent dix-neuf croyances communes aux deux groupes, douze croyances alternatives (acceptées par certaines Églises évangéliques), et cinq doctrines distinctives uniques aux adventistes. Dans un souci de clarification, ils publièrent l'ouvrage Les adventistes répondent à des questions de doctrine (1957) à l'intention des autres chrétiens et du public en général.       
Durant la seconde moitié du XXe siècle, Bert Beach fut l'architecte et le principal adventiste engagé dans le dialogue interreligieux. Les Américains LeRoy Froom et Roland Hegstad, l’Australien William Johnsson, le Portoricain Ángel Rodríguez, les Franco-Suisses Jean Nussbaum et John Graz, le Français Pierre Lanarès, ou l'Italien Gianfranco Rossi, jouèrent aussi un rôle prépondérant. George Vandeman présenta une série d'émissions télévisées (et un livre) sur plusieurs communautés chrétiennes, intitulée : « Ce que j'aime chez... les luthériens, les baptistes, les méthodistes, les charismatiques, les catholiques, nos amis juifs, les adventistes ». Morris Venden publia un ensemble de trois ouvrages sur les doctrines adventistes communes (et moins communes) aux autres chrétiens : Common Ground, Higher Ground et Uncommon Ground (1984) -- qu'on pourrait traduire ainsi : Points communs, Points plus élevés et Points inhabituels. Depuis 1975, la revue Ministry offre des abonnements gratuits aux ministres de culte des autres confessions chrétiennes.

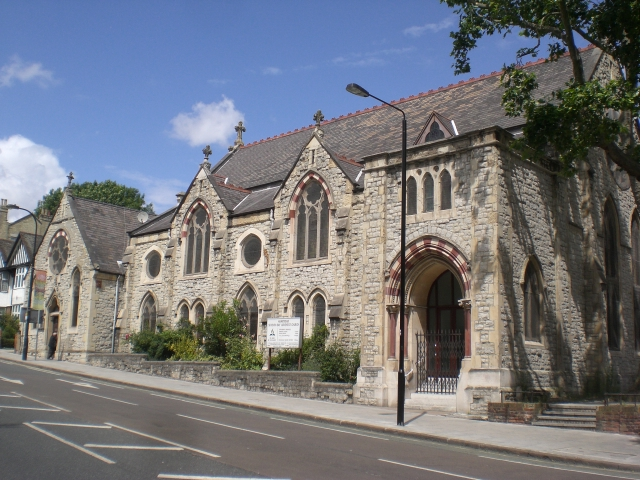
Église adventiste, Londres, Royaume-Uni

Ángel Rodríguez souligne que l’engagement de l’Église adventiste dans le dialogue interreligieux n’a jamais eu pour objectif de rechercher l’unité organique avec les autres groupes ecclésiastiques. Elle poursuit ces conversations afin de « partager sa véritable identité et mission avec les autres » et de dissiper la méconnaissance et les malentendus à son endroit. 

### Conversation avec l'Église catholique
Les premiers signes d'un dialogue entre les adventistes et les catholiques remontent à la relation personnelle de Dr Jean Nussbaum avec le pape Pie XII qu'il connaissait quand il était encore le cardinal Pacelli. Dans les années 1930, Nussbaum aida le pape Pie XII à mettre en échec un projet de réforme du calendrier de la Société des Nations (appelé le calendrier fixe) qui aurait parfois affecté la régularité des jours de culte et des fêtes religieuses des religions monothéistes.       
Durant la seconde moitié du XXe siècle, l'Église catholique établit les bases d'un dialogue avec les autres Églises chrétiennes. En 1962, le pape Jean XXIII invita des observateurs des autres Églises chrétiennes au Concile de Vatican II, une première dans l'histoire du catholicisme. Quatre observateurs de l'Église adventiste du septième jour y assistèrent. En 1969, le théologien adventiste italien Samuele Bacchiocchi fut le premier non catholique à être admis à l'Université pontificale grégorienne. Sa recherche porta sur le déclin du sabbat au sein du christianisme au cours des premiers siècles de l'ère chrétienne. En 1974, le pape Paul VI lui décerna un Doctoratus en Histoire de l'Église avec la distinction, summa cum laude (en latin, " avec la plus haute louange ").
En 1997, l'Église adventiste du septième jour affirma dans une déclaration officielle son attachement aux " enseignements bibliques apostoliques " et sa conviction que l'humanité vit à l'époque du prochain retour du Christ -- sans fixer de date. Bien qu'elle exprima sa préoccupation sur la papauté (sur le plan institutionnel et prophétique), elle reconnut la sincérité de nombreux catholiques :     
« Nous reconnaissons joyeusement qu'il existe des chrétiens sincères dans les autres dénominations chrétiennes, incluant l'Église catholique, et nous œuvrons en concert avec toutes les organisations qui tentent de soulager la souffrance humaine et élève Christ devant le monde. [...] Nous reconnaissons certains changements positifs dans le catholicisme contemporain, et nous soulignons notre conviction que de nombreux catholiques romains sont des frères et sœurs en Christ. »
Plusieurs rencontres eurent lieu de 2000 à 2003 au Vatican à Rome et au Centre John Knox à Genève entre des représentants et des théologiens de l'Église adventiste et de l'Église catholique. Les principaux interlocuteurs parmi les adventistes furent Bert Beach, John Graz et Ángel Rodríguez, le directeur de l'Institut de recherche biblique, et parmi les catholiques, l'évêque (aujourd'hui cardinal) Walter Kasper et le cardinal John Radano. Deux théologiens adventistes français, Dr Richard Lehmann et Dr Roland Meyer, du Campus adventiste du Salève, furent parmi les participants au dialogue. Dans une approche informelle et cordiale, chaque groupe fit des présentations sur des sujets de doctrine et d'organisation ecclésiale. L'aspect central de ces discussions porta sur l'étude de la Bible. Les catholiques arguèrent que l'Église a besoin d'une autorité dans l'interprétation de la Bible, et qu'elle est fournie par le magistère (le pape et les évêques). Les adventistes arguèrent que la Bible est son propre interprète, qu'elle fournit ses propres règles d'interprétation, et que le Saint-Esprit assiste les croyants dans la compréhension du message du salut.
En dépit de leurs différences théologiques, les catholiques et les adventistes ont exprimé le désir de poursuivre un dialogue cordial. Ainsi par exemple, durant le pontificat de Jean-Paul II, l'Église catholique et l'Église adventiste en Pologne signèrent une déclaration commune, indiquant que " l'Église adventiste du septième jour ne peut pas être traitée comme un nouveau mouvement religieux ou comme une secte ". Dans leurs échanges d'information, les catholiques et les adventistes relevèrent des similarités et des différences dans leurs croyances. Dans le document, les catholiques reconnurent le caractère christocentrique des croyances adventistes, notamment sur la trinité, et leur identité ecclésiologique (affirmé par un acte du parlement polonais), et les adventistes du septième jour reconnurent l'ouverture de l'Église catholique envers la Bible au cours des dernières décennies.

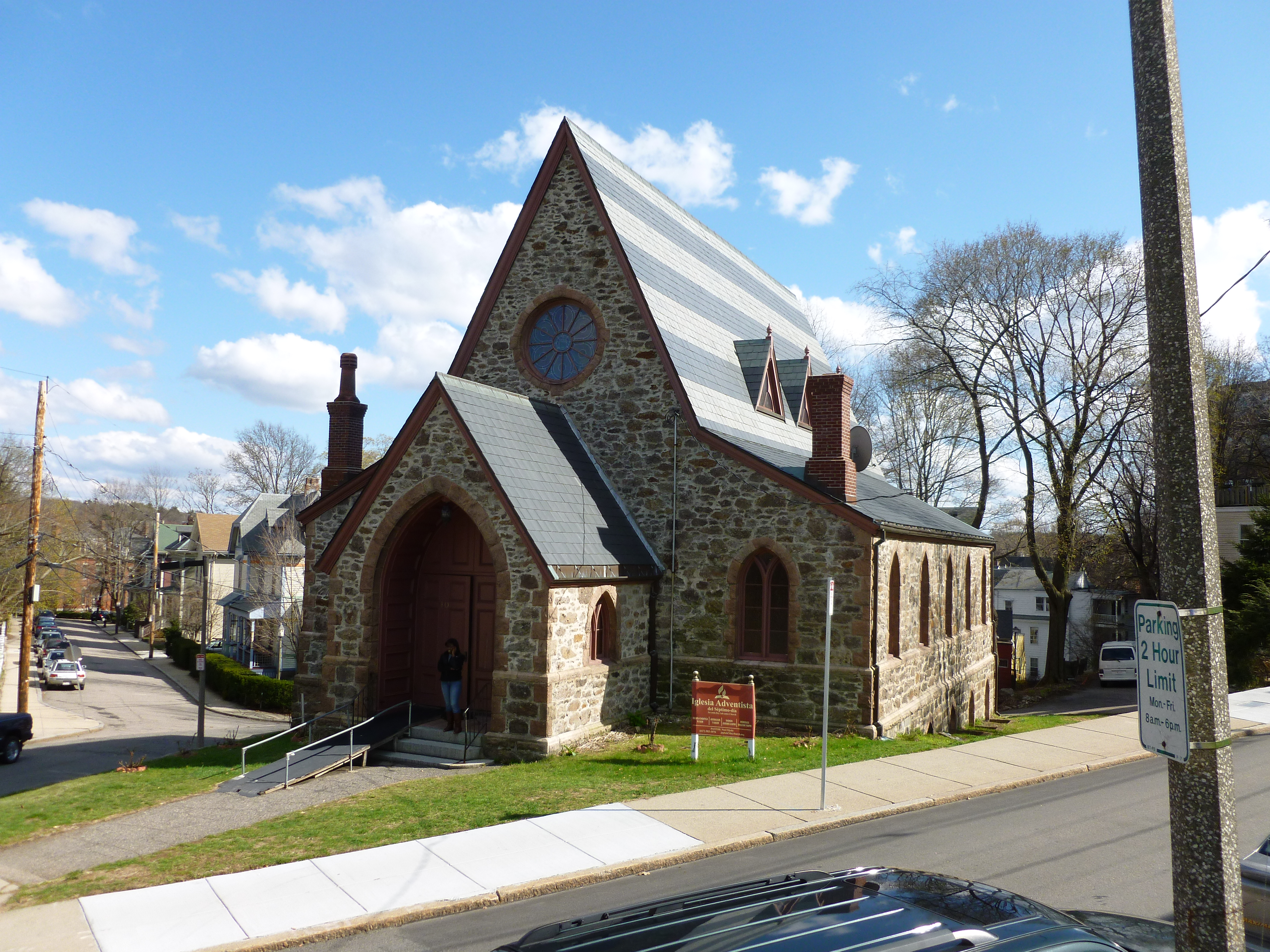
Église adventiste, Boston, Massachusetts

La déclaration indique que le dialogue " se déroula sur la base d'un partenariat, prenant soin de reconnaître l'identité, l'autonomie et l'indépendance des deux groupes dans un esprit de respect mutuel et d'amour chrétien, conforme aux idéaux de tolérance et de liberté ". Selon Zachariasz Lyko, ce ne fut pas " un dialogue de compromis mais d'un esprit de coopération et de compréhension mutuelle ".
À la mort du pape Jean Paul II, Bert Beach salua la contribution du " pape des droits de l'homme " : " Les adventistes du septième jour se souviendront de sa forte défense des droits de l'homme, de la liberté religieuse et des droits des minorités religieuses. Il a soutenu vigoureusement les valeurs de la famille et du mariage ".   

### Conversation avec les Églises protestantes
L'Église adventiste du septième jour fait partie de la famille protestante. En France, la Fédération protestante de France (FPF) proposa à la Fédération adventiste française d'en être membre à deux reprises, en 1905 et en 1946 durant la présidence du pasteur Marc Boegner (un ami personnel de Jean Nussbaum),  mais à ce moment-là les adventistes préférèrent des collaborations plus ciblées, telles que plus tard, avec le Comité protestant des centres de vacances (CPCV), l'aumônerie protestante ou la participation à la traduction de la Bible (La Nouvelle Bible Segond). Mais depuis mars 2006, l'Union des Fédérations adventistes de France est membre de la Fédération protestante de France. Ce statut ne change rien à son identité et à son indépendance doctrinale mais lui permet une collaboration plus étroite avec les autres protestants dans la recherche biblique, la diffusion de la Bible, la défense de la liberté religieuse ou l'aide humanitaire,.
- Discussions avec la Fédération luthérienne mondiale

De 1994 à 1998, l'Église adventiste du septième jour et la Fédération luthérienne mondiale eurent un dialogue théologique constructif lors de rencontres à Cartigny et Jongny (en Suisse), à Darmstadt (en Allemagne) et à Mississauga (au Canada). Les discussions furent " ouvertes, franches et amicales ". Les discussions principales portèrent sur la justification par la foi, l'Ecriture, l'autorité dans l'Église et l'eschatologie. Dans le rapport final, intitulé " les adventistes et les luthériens en conversation", la Fédération luthérienne mondiale indiqua que l'Église adventiste du septième jour n'est pas une secte mais " une église libre et une communion chrétienne mondiale ". Le rapport final souligne :
« Nous nous sommes rencontrés en 1994 comme des étrangers, et nous nous sommes quittés en 1998 comme des amis. Nous sommes venus avec des questions et nous sommes repartis avec des appréciations. Bien que des différences doctrinales significatives demeurent, nous avons trouvé beaucoup de choses en commun : un amour de la Parole de Dieu, un héritage partagé de la Réforme, une profonde appréciation de l'œuvre et de l'enseignement de Martin Luther, une préoccupation pour la liberté religieuse, et par-dessus tout, l'évangile de la justification par la grâce par la foi seule. ».
Sur la question centrale du salut par la grâce, les adventistes et les luthériens soulignèrent leur unité de vue : " Les adventistes enseignent : "Le salut est entièrement par grâce et non par les œuvres, mais son fruit est l'obéissance aux commandements" (CF 18). Les luthériens enseignent aussi la "nouvelle obéissance", à savoir que "la foi produit des bons fruits et des bonnes œuvres et nous devons faire toutes ces bonnes œuvres que Dieu nous a commandé" (CA VI). Cependant, comme la Confession d'Ausbourg indique immédiatement, "nous devons les faire pour Dieu, et non placer notre foi en eux comme si nous méritons de cette manière la faveur de Dieu". Les deux groupes s'accordent pour dire qu'ils ne parlent pas des bonnes œuvres comme étant des mérites ou des conditions au salut, mais comme étant des fruits du salut ".    

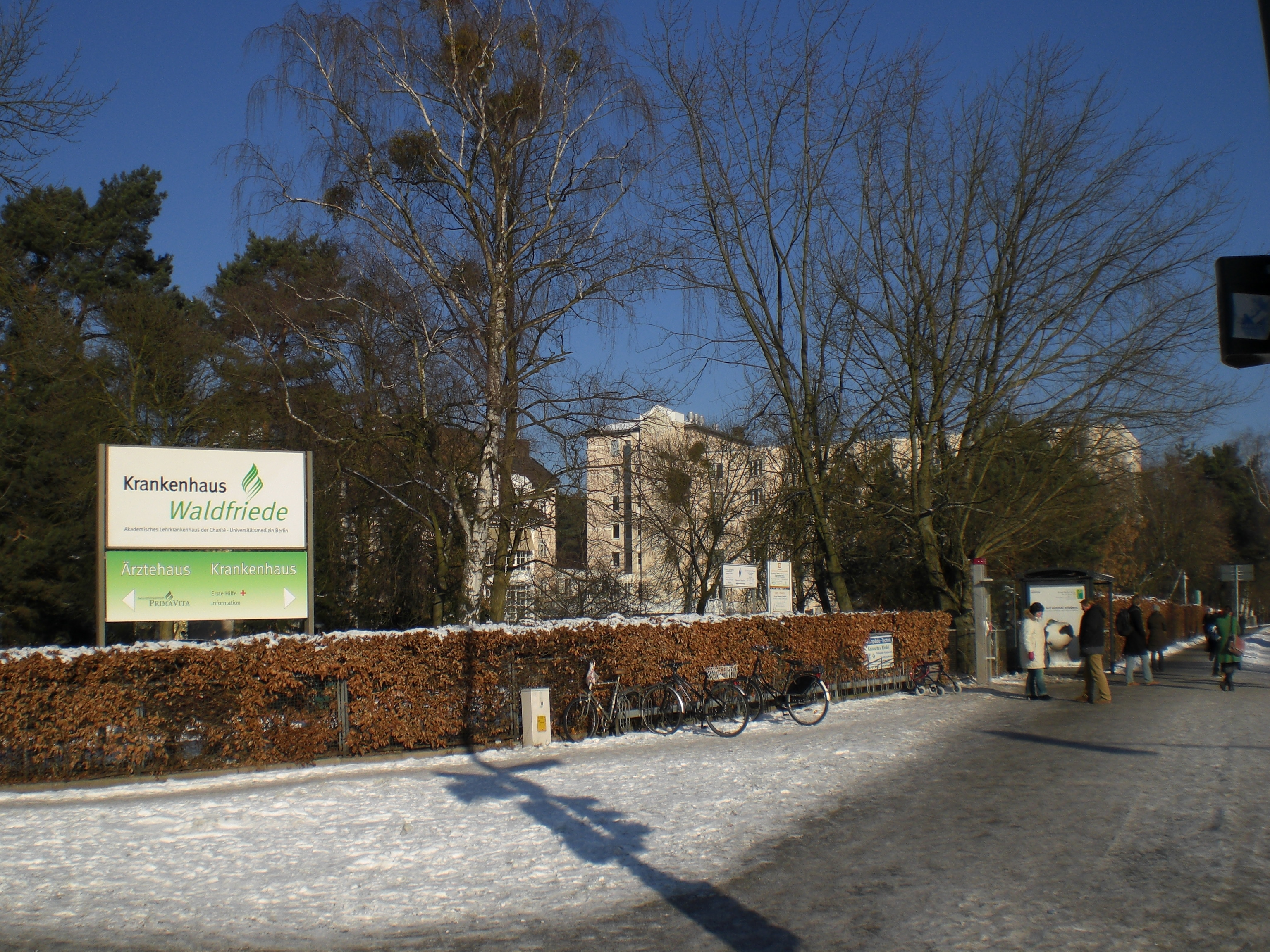
Hôpital Waldfriede, Berlin, Allemagne

- Discussions avec l’Alliance réformée mondiale

À la suite d'un dialogue actif entre l'Église adventiste du septième jour et l'Alliance réformée mondiale qui démarra en 1998 à Genève,, un rapport fut publié à l'issue d'une rencontre du 1-7 avril 2001 à Jongny sur Vevey en Suisse,. Le rapport souligna l'esprit d'ouverture durant les réunions :
« Nous sommes heureux de conclure que notre conversation a été productive dans de nombreuses directions. Nous avons affirmé nos fondations doctrinales et nous avons expliqué comment nos enseignements se sont développés avec le temps. Nous avons cherché à dissiper les mécompréhensions doctrinales mutuelles. Nous avons écarté l'esprit partisan en ne mettant pas en doute le statut de chrétiens des uns et des autres. [...] Les adventistes indiquèrent clairement qu'ils étaient redevables aux croyances historiques de l'Église et à l'héritage de la Réforme, et les réformés furent impressionnés par leurs efforts considérables dans l'éducation, la santé et la cause de la liberté religieuse »,.
- Discussions avec l'Alliance évangélique mondiale

La première rencontre avec l'Alliance évangélique mondiale se déroula en août 2006 au Séminaire théologique baptiste européen à Prague. Angel Rodriguez souligna : " Bien que nous venons de traditions religieuses différentes, nous avons beaucoup de choses en commun, ce qui fut utile aux deux délégations ". " Les réunions permirent d'obtenir une plus claire compréhension des positions théologiques respectives, de dissiper les malentendus, de discuter franchement des points d'accord et de désaccord sur une base biblique, et d'explorer les domaines possibles de coopération. La délégation apprécia aussi la visite de plusieurs sites à Prague se rapportant au réformateur protestant Jan Hus ",.  
La deuxième rencontre eut lieu en août 2007 à l'université Andrews à Berrien Springs dans le Michigan. Les discussions furent chaleureuses, cordiales et animées. La déclaration commune indique que " les objectifs clés de ces conversations n'étaient pas d'explorer aucune fusion formelle d'organisations mais de mieux comprendre les croyances et les méthodes de travail respectives, et d'explorer les possibilités de coopération fructueuse " dans des domaines divers comme la traduction et la diffusion de la Bible, la recherche archéologique, la liberté religieuse ou l'aide humanitaire.
- Discussions avec l'Armée du salut

Depuis plusieurs décennies, un dialogue actif et amical se poursuit entre l'Armée du salut et l'Église adventiste du septième jour. Les théologiens des deux dénominations se sont rencontrés plusieurs fois, notamment en 2004 et 2005 aux États-Unis, Jackson’s Point au Canada et à Sunbury Court, près de Londres, en Angleterre,. Bert Beach indique : " « C'est d'une importance majeure pour nous de constater la grande similarité de nos approches respectives du message de l'évangile, la grande compatibilité de nos styles de vie et du christocentrisme de l'Armée du Salut et de l'Église adventiste.  Depuis toujours, les adventistes ont un respect considérable pour l'œuvre des salutistes et j'espère qu'à l'avenir nous allons de mieux en mieux nous connaître et accroître notre coopération pour satisfaire le nombre criant de besoins de l'humanité sur le plan spirituel et matériel ».
- Collaboration avec l'Alliance mondiale baptiste

Les adventistes et les baptistes " partagent une foi christocentrique et de nombreuses valeurs similaires ". John Graz indique : " Nous partageons une passion pour la liberté religieuse, et nous collaborons étroitement dans de nombreux pays à travers le monde pour promouvoir et défendre cette liberté ". 

### Conversation avec l’Église orthodoxe
Les premiers signes d'un dialogue entre les adventistes et les orthodoxes remontent à l'amitié personnelle de Dr Jean Nussbaum et du patriarche œcuménique Athenagoras d'Istanbul en Turquie et à ses efforts pour aider diverses confessions chrétiennes, y compris l'Église orthodoxe, à obtenir la liberté religieuse.
En 2003, Jan Paulsen (alors président mondial de l'Église adventiste du septième jour) rencontra le patriarche Pavle de Serbie à Belgrade. Il déclara : " Le respect mutuel doit se poursuivre entre l'Église adventiste et l'Église orthodoxe en Serbie ". La conversation entre les deux dirigeants fut informelle et amicale. Ils traitèrent brièvement de sujets liés à la situation du monde et de la position de l'Église adventiste sur la santé. Paulsen rendit aussi une visite à Stanislav Hočevar, l'archevêque de l'Église catholique de Belgrade. Le prélat lui posa de nombreuses questions sur la spiritualité et la théologie de l'Église adventiste. Paulsen expliqua la compréhension adventiste des enseignements de la Bible.

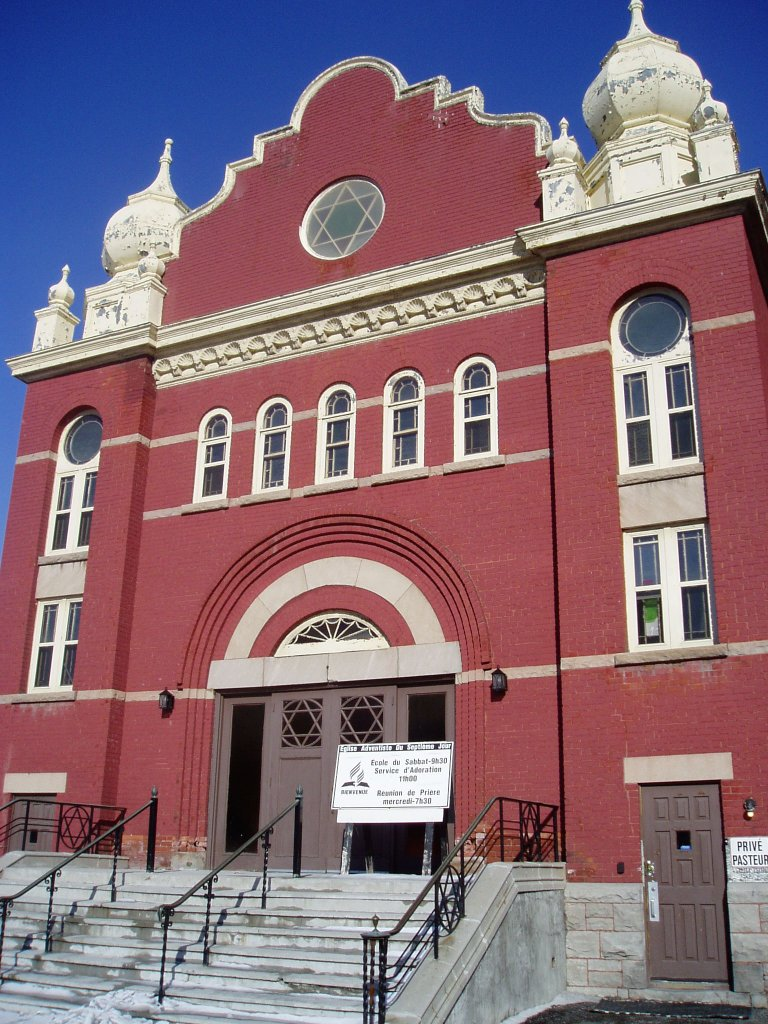
Église adventiste francophone, Ottawa, Canada, ancienne synagogue

## Dialogue avec les grandes religions

### Conversation avec le Judaïsme
Les points de similarités entre l'adventisme du septième jour et le judaïsme (le mode de vie, le sabbat, le Messie, la Bible hébraïque, etc.) leur fournit une occasion unique de développer un dialogue interreligieux au plus haut niveau, réunissant des théologiens renommés, juifs et adventistes. Ce dialogue se poursuit constamment par la publication des revues Shabbat Shalom et L'Olivier, contenant des articles d'érudits juifs et adventistes. Shabbat Shalom se décrit comme étant " la revue de la réconciliation juive et chrétienne ".
Les ouvrages du théologien adventiste français Jacques Doukhan, tels que Mystère d'Israël, Boire aux sources ou Israël et l'Église, invitent les juifs et les chrétiens à considérer leurs origines communes. Doukhan montre non seulement que l'adventisme est redevable au judaïsme pour de nombreux points de sa théologie, mais que le christianisme y tire toutes ses racines. Il fut l'un des premiers auteurs chrétiens du XXe siècle à souligner les évidences de la richesse de l'héritage juif (la Bible, le Messie, la loi morale, l'Église primitive) et de la continuité entre le judaïsme et le christianisme.  

### Conversation avec l’Islam
Un dialogue se poursuit actuellement entre les adventistes du septième jour et les musulmans. Une première rencontre s'est déroulée en mai 2008 à l'université d'État de Mindanao à Marawi dans les Philippines. Ce forum consista en une série de présentations alternées sur les croyances respectives des deux délégations.
Une seconde rencontre a eu lieu en janvier 2011 à Mountain View College à Mindanao. Les musulmans étaient représentés par des imams et des théologiens des universités de Marawi, Tawi-Tawi, et Cotabato, et des trois tribus principales musulmanes des Philippines : Maranao, Tausug et Maguindanao. Les adventistes étaient représentés par des dirigeants de la région de l'Asie du Sud-Est (Division de l'Asie-Pacifique sud) et par des théologiens de l'Institut international adventiste d'études supérieures. Le dialogue se poursuivra.
L'Église adventiste pose les premières bases du dialogue interreligieux au Moyen-Orient. Le 1er mars 2011, un colloque sur un sujet brûlant d'actualité, " l'enseignement du respect des religions ", se déroula à l'université d'Al-Balqa à Amman en Jordanie en présence d'universitaires, de politiciens et de juristes. Les experts soulignèrent les efforts à réaliser pour passer des principes de la tolérance et de la liberté (des valeurs appréciées par les musulmans) à la pratique. " Le fait de tolérer les différentes religions ne suffit pas ". Il faut affirmer activement le droit des individus à la différence de croyances et leur droit de les exprimer pacifiquement. Les bases du dialogue interreligieux entre l'Islam et l'adventisme (ou n'importe quelle autre religion) doivent passer par là.
Certaines initiatives indiquent que le dialogue est possible. En Angleterre, des adventistes dialoguent amicalement avec des musulmans en présentant la foi chrétienne. A New York, le pasteur adventiste Samir Selmanovic a été honoré par l'association Muslims Against Terrorism (les musulmans contre le terrorisme) pour l'organisation de rencontres entre les chrétiens et les musulmans au plus fort des tensions qui suivirent les attentats du 11 septembre 2001. Depuis 2002, le ministère des affaires étrangères du Qatar et le département des études du Sharia de l'université du Qatar organisent un colloque international annuel sur le dialogue interreligieux. Avec d'autres Églises chrétiennes, des théologiens de l'Église adventiste y sont invités, tous frais payés, pour présenter des exposés sur le sujet.

### Conversation avec l’hindouisme et le bouddhisme
Le 31 mai 2010, au quartier général de l'Église adventiste à Silver Spring dans le Maryland, Michael Ryan, John Graz et William Johnsson ont conversé avec Rajan Zed, le président de la Société universelle de l'hindouisme pour lancer le processus d'un dialogue avec les hindous. Ce dialogue va continuer.
Aux échelons nationaux, les adventistes dialoguent avec les bouddhistes. Mais le processus d'une conversation à un niveau plus global se met en place plus lentement.

## Dialogue avec les organisations non religieuses

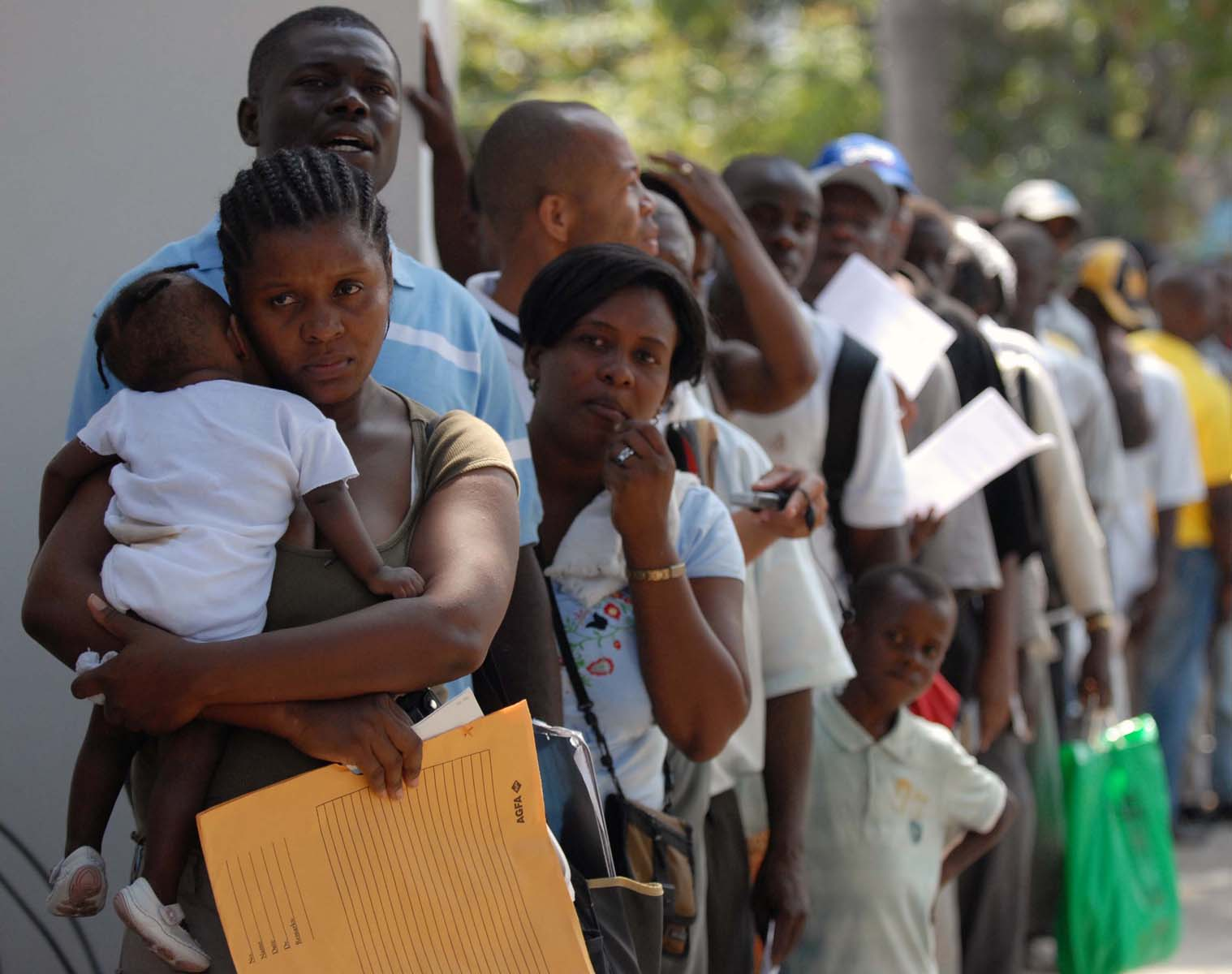
Haïtiens faisant la queue
pour se faire soigner
Le système médical adventiste multiplie ses partenariats car les besoins humanitaires sont de plus en plus grands.

### Conversation avec l'Organisation mondiale de la santé
Depuis 2009, la possibilité d'un partenariat entre l'Organisation mondiale de la santé (OMS) et l'Église adventiste du septième jour est à l'étude. Selon un rapport, " bien que l'OMS a travaillé précédemment en partenariat avec des organisations d'inspiration religieuse, ce serait la première fois qu'elle établirait une association officielle avec une Église ". Les responsables de l'OMS et les dirigeants adventistes se sont rencontrés plusieurs fois afin d'explorer les moyens efficaces de s'associer, notamment pour implémenter les " objectifs de développement du millénaire " des Nations unies en matière de santé.

### Conversation avec l'athéisme et l'agnosticisme
Les adventistes du septième jour dialoguent aussi avec les athées et les agnostiques (l'athéisme et l'agnosticisme étant des points de vue religieux), mais à des niveaux locaux et nationaux. Les conversations utilisent différents formats, formels et informels. L'objectif de ce dialogue est d'établir des ponts de compréhension, la tolérance, la cordialité et le respect mutuels, et d'élargir le champ de coopération dans le service à l'humanité. Les adventistes collaborent avec des associations non religieuses dans l'action médicale, l'aide humanitaire, la défense des droits de l'homme et de la liberté de conscience, la lutte contre la faim, l'illettrisme, la violence familiale et la dépendance (comme la drogue, l'alcoolisme et le tabagisme).     
Dialogue universitaire est une revue adventiste à l'intention des étudiants et des chercheurs. Elle contient des articles de réflexion sur Dieu, la foi, la science, la Bible, l'histoire, l'archéologie, l'art, les mouvements de pensée, et le service de l'humanité, qui alimentent la conversation entre les croyants et les incroyants.